# 暗殺 (1968年の映画)
『暗殺』（あんさつ、The Brotherhood）は、1968年のアメリカ合衆国の映画。互いに異なるマフィアに属する兄弟の悲劇を描いた作品。マーティン・リット監督の作品で、出演はカーク・ダグラスやアレックス・コードなど。

## ストーリー
シチリア出身のフランクとヴィンスの兄弟は、マフィアたちの間では知られた存在だった。だが、兄フランクは昔のおきてに固執するばかりで、若い世代とはそりが合わず、弟のヴィンスからも理解されていなかった。
その後、ヴィンスはニューヨークのマフィアの幹部・ベルトーロの娘エマと結婚する。さて、組織ではベルトーロら5人の支配層が、勢力に置いた組合の金を利用して実権を握ろうとしていた。ところが、フランクは政府に見つかる恐怖から交渉を決裂する。
その後、フランクは元マフィアのドン・ペピノから実父がほかの仲間とともに密告者に殺された事件にベルトーロがかかわってたことを知る。「裏切者は殺すべし」のおきてに従い、フランクはベルトーロを殺したことで追われる身となり、妻子を連れてシチリアに逃げる。ヴィンスは義父への忠誠心からフランクを追う。そして、2人でオリーブ畑を散策していた時、フランクは父のライフルをフランクに渡して、ヴィンスに発砲を促す。
そして、暗殺後、ヴィンスは兄の亡骸を前に悲しむ。

## キャスト
※括弧内は日本語吹替（初回放送1974年1月17日『木曜洋画劇場』）
- フランク・ジネッタ：カーク・ダグラス（宮部昭夫）
- ヴィンス・ジネッタ：アレックス・コード（木下秀雄）
- イダ・ジネッタ：イレーネ・パパス（此島愛子）
- ドミニク・ベルトロ：ルーサー・アドラー
- エマ・ジネッタ：スーザン・ストラスバーグ（池田和歌子）
- ジム・イーガン：マーレイ・ハミルトン
- ドン・ペッピーノ：エドゥアルド・シアンネッリ